# Altorja
Altorja (románul Turia de Jos) egykor önálló község, ma Torja nagyközség része Romániában, Kovászna megyében. 1899-ben egyesült  Feltorjával.

## Neve
Régen temploma védőszentjéről Szentmiklóstorjának is nevezték.

## Fekvése
Torja nagyközség alsó, azaz a tengerszinthez képest alacsonyabban fekvő része Kézdivásárhelytől 12 km-re északnyugatra, a Torja-patak völgynyílásában fekszik.

## Története
1307-ben Thoria néven említik először. Az Apor család ősi fészke és birtokközpontja. 1899-ben Feltorjával egyesült. A trianoni békeszerződésig Háromszék vármegye Kézdi járásához tartozott.

## Látnivalók
- Szent Miklós-templom:  római katolikus temploma román kori eredetű erődtemplom 15. századi védőfallal. A templomot az Apor család építtette, melynek ez volt a birtokközpontja és 1479-ben már biztosan állott. A templomot az 1802 évi földrengés után lebontották, csak a tornya maradt meg, a többi részt újjáépítették, védőfalait alacsonyították.
- Az Apor-kúria a 17. században épült, 1820 körül klasszicista stílusban bővítették.
- Református temploma 1728-ban épült.

## Híres emberek
- Itt született 1676-ban Apor Péter történetíró.
- Itt született 1815-ben Apor Károly író a Kemény Zsigmond Irodalmi Társaság alapító elnöke.
- Itt született 1810-ben Kálnoky Sándor honvéd alezredes.